# Enrile
Enrile est une municipalité de la province de Cagayan, aux Philippines.

## Barangays
Enrile compte 22 barangays.
| - Alibago - Barangay I(Villa Maria) - Barangay II (Pob.) - Barangay III (Labbang/San Roque) - Divisoria - Inga - Lanna - Lemu Norte - Liwan Norte - Liwan Sur - Maddarulug Norte | - Magalalag East - Maracuru - Barangay IV (Pob.) - Roma Norte - Barangay III-A - Batu - Lemu Sur - Maddarulug Sur - Magalalag West (San Nicolas) - Roma Sur - San Antonio |